# کیرستن دانست
کیرستن کرولاین دانست (انگلیسی: Kirsten Caroline Dunst؛ زادهٔ ۳۰ آوریل ۱۹۸۲) بازیگر آمریکایی است. او برای بازی در نقش کودکی خون‌آشام به‌نام کلودیا در فیلم ترسناک مصاحبه با خون‌آشام (۱۹۹۴) شناخته شد. او برای این نقش نامزد دریافت جایزهٔ گلدن گلوب بهترین بازیگر نقش مکمل زن شد. او همچنین در دوران نوجوانی در فیلم‌های زنان کوچک (۱۹۹۴)، جومانجی (۱۹۹۵) و سربازان کوچک (۱۹۹۸) ایفای نقش کرد.
دانست در اواخر دههٔ ۱۹۹۰ نقش‌های اصلی شماری از فیلم‌های نوجوانانه مانند فیلم کمدی دیک (۱۹۹۹) و درام خودکشی باکره‌ها (۱۹۹۹) را بر عهده گرفت. او در سال ۲۰۰۰ نقش اصلی فیلم آن را روشن کنید را ایفا کرد مدتی بعد برای بازی در نقش مری جین واتسن در فیلم ابرقهرمانی مرد عنکبوتی (۲۰۰۲) و دنباله‌هایش مرد عنکبوتی ۲ (۲۰۰۴) و مرد عنکبوتی ۳ (۲۰۰۷) به شهرت بیشتری دست یافت. حرفهٔ دانست با بازی در نقش مکمل فیلم علمی تخیلی درخشش ابدی یک ذهن پاک (۲۰۰۴) تکامل یافت. او این روند را در فیلم تراژی‌کمدی الیزابت‌تاون (۲۰۰۵) و درام تاریخی ماری آنتوانت (۲۰۰۶) ادامه داد.
دانست در سال ۲۰۱۱ نقش یک تازه‌عروس افسرده را در فیلم درام مالیخولیا ایفا کرد که برایش جایزهٔ بهترین بازیگر زن جشنواره کن را به همراه داشت. او در سال ۲۰۱۵ برای بازی در فصل دوم مجموعهٔ تلویزیونی فارگو نامزد دریافت جایزهٔ امی ساعات پربیننده شد. او سپس در نقش مکمل فیلم‌های ارقام پنهان (۲۰۱۶) و فریب‌خورده (۲۰۱۷) حضور داشت. دانست برای بازی در مجموعهٔ تلویزیونی درباره خداشدن در مرکز فلوریدا (۲۰۱۹) و فیلم درام قدرت سگ (۲۰۲۱) نامزد دریافت جایزهٔ گلدن گلوب شد. او همچنین برای قدرت سگ در نود و چهارمین دوره جوایز اسکار نامزد دریافت جایزهٔ اسکار بهترین بازیگر نقش مکمل زن شده‌است.

## فیلم‌شناسی

### فیلم
| سال  | عنوان                                                     | توضیحات                        | منا.   |
| ---- | --------------------------------------------------------- | ------------------------------ | ------ |
| ۱۹۸۹ | داستان‌های نیویورکی                                        |                                | [ ۲ ]  |
| ۱۹۹۰ | آتش غرور                                                  |                                | [ ۲ ]  |
| ۱۹۹۱ | عصبی                                                      |                                | [ ۲ ]  |
| ۱۹۹۴ | حریص                                                      |                                | [ ۲ ]  |
| ۱۹۹۴ | مصاحبه با خون‌آشام                                         |                                | [ ۳ ]  |
| ۱۹۹۴ | زنان کوچک                                                 |                                | [ ۴ ]  |
| ۱۹۹۴ | رمز و راز سیاره سوم                                       | دوبلهٔ انگلیسی                  | [ ۵ ]  |
| ۱۹۹۵ | ملکه برفی                                                 | دوبلهٔ انگلیسی                  | [ ۶ ]  |
| ۱۹۹۵ | جومانجی                                                   |                                | [ ۷ ]  |
| ۱۹۹۶ | شب مادر                                                   |                                | [ ۲ ]  |
| ۱۹۹۷ | آناستازیا                                                 | صداپیشه                        | [ ۸ ]  |
| ۱۹۹۷ | سگ را بجنبان                                              |                                | [ ۹ ]  |
| ۱۹۹۸ | سرویس تحویل کی‌کی                                          | دوبلهٔ انگلیسی                  | [ ۱۰ ] |
| ۱۹۹۸ | سربازان کوچک                                              |                                | [ ۲ ]  |
| ۱۹۹۸ | تنها کاری که می‌خواهم انجام دهم                            |                                | [ ۲ ]  |
| ۱۹۹۸ | انیمیشن ماجراهای تام سایر                                 | صداپیشه                        | [ ۲ ]  |
| ۱۹۹۹ | قلب واقعی                                                 |                                | [ ۲ ]  |
| ۱۹۹۹ | آخر خوشگل‌ها                                               |                                | [ ۱۱ ] |
| ۱۹۹۹ | خودکشی باکره‌ها                                            |                                | [ ۱۲ ] |
| ۱۹۹۹ | دیک                                                       |                                | [ ۱۳ ] |
| ۲۰۰۰ | کلاغ: رستگاری                                             |                                | [ ۲ ]  |
| ۲۰۰۰ | لاکی‌تاون                                                  |                                | [ ۲ ]  |
| ۲۰۰۰ | آن را روشن کنید                                           |                                | [ ۱۴ ] |
| ۲۰۰۰ | عمیقاً                                                     |                                | [ ۲ ]  |
| ۲۰۰۱ | تمومش کن                                                  |                                | [ ۱۵ ] |
| ۲۰۰۱ | دیوانه/زیبا                                               |                                | [ ۲ ]  |
| ۲۰۰۱ | میوی گربه                                                 |                                | [ ۱۶ ] |
| ۲۰۰۱ | دعای عاشق                                                 |                                | [ ۲ ]  |
| ۲۰۰۲ | مرد عنکبوتی                                               |                                | [ ۱۷ ] |
| ۲۰۰۳ | سبک‌سری                                                    |                                | [ ۱۸ ] |
| ۲۰۰۳ | کینا: پیشگویی                                             | صداپیشه                        | [ ۲ ]  |
| ۲۰۰۳ | لبخند مونا لیزا                                           |                                | [ ۱۹ ] |
| ۲۰۰۴ | درخشش ابدی یک ذهن پاک                                     |                                | [ ۲۰ ] |
| ۲۰۰۴ | مرد عنکبوتی ۲                                             |                                | [ ۲۱ ] |
| ۲۰۰۴ | ویمبلدون                                                  |                                | [ ۲۲ ] |
| ۲۰۰۵ | الیزابت‌تاون                                               |                                | [ ۲۳ ] |
| ۲۰۰۶ | ماری آنتوانت                                              |                                | [ ۲۴ ] |
| ۲۰۰۷ | ولکام                                                     | فیلم کوتاه؛ نویسنده و کارگردان | [ ۲۵ ] |
| ۲۰۰۷ | مرد عنکبوتی ۳                                             |                                | [ ۲۶ ] |
| ۲۰۰۸ | چگونه دوستان را از دست بدهیم و مردم را با خود بیگانه کنیم |                                | [ ۲۷ ] |
| ۲۰۱۰ | همه چیزهای خوب                                            |                                | [ ۲۸ ] |
| ۲۰۱۰ | دومین حمله به نانوایی                                     | فیلم کوتاه                     | [ ۲۹ ] |
| ۲۰۱۰ | حرامزاده                                                  | فیلم کوتاه؛ نویسنده و کارگردان | [ ۲۵ ] |
| ۲۰۱۱ | برای حق بازبینی‌شده خودت بجنگ                              | فیلم کوتاه                     | [ ۳۰ ] |
| ۲۰۱۱ | لمس شیطان                                                 | فیلم کوتاه                     | [ ۳۱ ] |
| ۲۰۱۱ | مالیخولیا                                                 |                                | [ ۳۲ ] |
| ۲۰۱۲ | زنان ازدواج‌نکرده                                          |                                | [ ۳۳ ] |
| ۲۰۱۲ | در جاده                                                   |                                | [ ۳۴ ] |
| ۲۰۱۲ | وارونه                                                    |                                | [ ۳۵ ] |
| ۲۰۱۳ | حلقه بلینگ                                                | کامئو                          | [ ۳۶ ] |
| ۲۰۱۳ | گوینده ۲: افسانه ادامه دارد                               | کامئو                          | [ ۳۷ ] |
| ۲۰۱۴ | دو چهره ماه ژانویه                                        |                                | [ ۳۸ ] |
| ۲۰۱۴ | آرمانی                                                    | فیلم کوتاه                     | [ ۳۹ ] |
| ۲۰۱۶ | ویژه نیمه‌شب                                               |                                | [ ۴۰ ] |
| ۲۰۱۶ | ارقام پنهان                                               |                                | [ ۴۱ ] |
| ۲۰۱۷ | فریب‌خورده                                                 |                                | [ ۴۲ ] |
| ۲۰۱۷ | وودشاک                                                    |                                | [ ۴۳ ] |
| ۲۰۲۱ | قدرت سگ                                                   |                                | [ ۴۴ ] |
| ۲۰۲۴ | جنگ داخلی                                                 |                                | [ ۴۵ ] |